# Regina Radlbeck-Ossmann
Regina Radlbeck-Ossmann (* 23. Januar 1958 in Schwandorf) ist eine deutsche römisch-katholische Theologin.

## Leben
Von 1977 bis 1983 studierte sie katholische Theologie, Anglistik, Philosophie und Pädagogik an den Universitäten Regensburg und Würzburg (Staatsexamen in Katholischer Theologie, Anglistik und Pädagogik). Von 1983 bis 1987 war sie wissenschaftliche Mitarbeiterin am Lehrstuhl für Dogmatik und Dogmengeschichte bei Adam Seigfried, Katholisch-Theologische Fakultät der Universität Regensburg. Nach der Promotion 1988 zum Thema „Der Personbegriff in der Trinitätstheologie der Gegenwart. Eine Untersuchung der Entwürfe Jürgen Moltmanns und Walter Kaspers“ war sie von 2000 bis 2005 Akademische Rätin bzw. Oberrätin am Lehrstuhl für Praktische Theologie/Religionspädagogik bei Georg Hilger. Nach der Habilitation 1996–2003 zum Thema „Vom Papstamt zum Petrusdienst. Zur Neufassung eines ursprungstreuen und zukunftsfähigen Dienstes an der Einheit der Kirche“ wurde sie 2003 zur Privatdozentin ernannt. Nach dem Ruf 2005 an die Martin-Luther-Universität Halle-Wittenberg übernahm sie den Lehrstuhl für Systematische Theologie/Dogmatik. Zum Ende des Wintersemesters 2024/25 trat sie in den Ruhestand.
Ihre Forschungsschwerpunkte sind Heil und Heilung, Papstamt und Petrusdienst, die neue Frage nach Maria, der Mutter Jesu, Theologie und Kunst, Heilige als Vorbilder im Glauben, Kindertheologie und Diakonat der Frau.

## Werke (Auswahl)
- Der Personbegriff in der Trinitätstheologie der Gegenwart. Untersucht am Beispiel der Entwürfe Jürgen Moltmanns und Walter Kaspers (= Eichstätter Studien. Neue Folge. Band 27). Pustet, Regensburg 1989, ISBN 3-7917-1215-2 (zugleich Dissertation, Regensburg 1988).
- Vom Papstamt zum Petrusdienst. Zur Neufassung eines ursprungstreuen und zukunftsfähigen Dienstes an der Einheit der Kirche (= Konfessionskundliche und kontroverstheologische Studien. Band 75). Bonifatius, Paderborn 2005, ISBN 3-89710-274-9 (zugleich Habilitationsschrift, Regensburg 2003).
- mit Michael Langer: Christentum. Ein Reiseführer. Pattloch, München 2010, ISBN 978-3-629-02208-0.
- Besessenheit als Krankheitsdeutung? Die Exorzismen Jesu und ihre theologische Bedeutung (= Hallesche Universitätsreden. 2. Folge. Band 12). Universitätsverlag Halle-Wittenberg, Halle 2016, ISBN 978-3-86977-142-7.